# Mumtalakat Holding Company
Die Bahrain Mumtalakat Holding Company B.S.C. (Mumtalakat; arabisch شركة ممتلكات البحرين القابضة, DMG Šarikat Mumtalakāt al-Baḥrain al-Qābiḍa) ist der Staatsfonds des Königreichs Bahrain mit Sitz im Arcapita Building, Bahrain Bay, Bahrain. Sie wurde 2006 per königlichem Erlass gegründet und befindet sich vollständig im Besitz der Regierung. Mumtalakat investiert auf lokaler, regionaler und internationaler Ebene.
Im Dezember 2024 verwaltete der Fonds laut dem Sovereign Wealth Fund Institute ein Vermögen von fast 17,6 Milliarden US-Dollar.

## Geschichte
Mumtalakat investiert in Vermögenswerte, die weder mit Öl noch mit Gas in Verbindung stehen, um sich langsfristig von der Abhängigkeit der fossilen Rohstoffvorkommen zu lösen. Der Fonds legt sein Kapital in verschiedenen Sektoren an, darunter Bildung, Luftfahrt, Gesundheitswesen, Verbraucher- und Finanzdienstleistungen, industrielle Fertigung, Immobilien, Tourismus und Logistik. Seit seiner Gründung im Jahr 2006 investierte Mumtalakat zunächst hauptsächlich in Bahrain, lediglich 3 % entfielen auf das Ausland. im Jahr 2019 stieg diese Zahl auf 30 %, wobei es sich um Investitionen in Europa, den Vereinigten Staaten, dem Nahen Osten und Nordafrika handelt, die sowohl aus Minderheits- als auch Mehrheitsbeteiligungen an den Portfoliounternehmen bestehen.

## Portfolio
Seit 2024 besitzt Mumtalakat 100 % der McLaren Group.
Mumtalakat ist außerdem Anteilseigner an:
- Aluminium Bahrain
- Bahrain Real Estate Investment Company
- Bahrain Telecommunications Company (36,7 %)
- Envirogen Group (britischer Konzern, spezialisiert auf Lösungen zur industriellen Wasseraufbereitung)
- FAI Aviation Group (deutscher Privatjet-Vermieter)
- Gulf Cryo (erster kuwaitischer Gasehersteller von Industriegasen wie Sauerstoff und Stickstoff für die Erdölindustrie)
- Gulf Hotel Group (bahrainische Hotelkette)
- National Bank of Bahrain
- Premo Group (spanischer Konzern, spezialisiert auf die Entwicklung, Herstellung und den Vertrieb von elektronischen Komponenten)[5]